# Stone (band)
 For alternative betydninger, se Stone. (Se også artikler, som begynder med Stone)
Stone var et thrash metal band dannet i Helsinki, Finland i midten af 1980'erne. De udgav fire album i slutningen af 1980'erne og starten af 1990'erne, før de gik hver til sit i 1991. Stone blev gendannet for at spille en række afsluttende koncerter i 2000, og opløstes derefter igen.
På trods af bandets temmelig korte levetid, har Stone været inspirationskilde for mange af de utallige metalbands som kom frem da genrens popularitet eksploderede i 1990'erne. Det mest kendte af disse bands er nok Children of Bodom, hvis forsanger/guitarist Alexi Laiho har nævnt tidligere Stone-medlem og nuværende kollega i Sinergy og Children of Bodom Roope Latvala som en stor inspiration til sin guitarstil.

## Medlemmer
- Janne Joutsenniemi – Bas/Vokal (Suburban Tribe)
- Jiri Jalkanen – Guitar (1985-1990)
- Markku Niiranen – Guitar (1990-1992) (Airdash, Corporal Punishment)
- Roope Latvala – Guitar (Children of Bodom, Sinergy, Waltari, Dementia)
- Pekka Kasari – Trommer(Amorphis, Road Crew)

## Diskografi
- Stone (1988)
- No Anaesthesia! (1989)
- Colours (1990)
- Emotional Playground (1991)
- Free (Live) (1992)
- Stoneage (Compilation) (1998)
- Get Stoned, Stay Stoned (DVD) (2007)